# Lista siturilor arheologice din județul Alba - T
Lista siturilor arheologice din județul Alba - T conține toate siturile arheologice din județul Alba înscrise în Repertoriul Arheologic Național (RAN) și aflate în localități al căror nume începe cu litera T. RAN este administrat de Ministerul Culturii și Patrimoniului Național și cuprinde date științifice, cartografice, topografice, imagini și planuri, precum și orice alte informații privitoare la zonele cu potențial arheologic, studiate sau nu, încă existente sau dispărute.
Puteți căuta un sit din localitățile care încep cu litera T folosind formularul de mai jos sau puteți naviga prin toate siturile din județ la Lista siturilor arheologice din județul Alba.
| Cuprins                                                       |
| ------------------------------------------------------------- |
| Top - A B C D E F G H I J K L M N O P Q R S Ș T Ț U V W X Y Z |

| Cod RAN                                  | Denumire | Localitate                                  | Adresă                                                                                    | Datare          | Descoperit | Coordonate                                    | Imagine           | Erori            |
| ---------------------------------------- | --- | ------------------------------------------- | ----------------------------------------------------------------------------------------- | --------------- | ---------- | --------------------------------------------- | ----------------- | ---------------- |
| 7080.01.01 (Cod LMI: AB-I-m-A-00078.01)  | Situl arheologic de la Tărtăria - "Gura Luncii" / ansamblu anonim (Categorie: locuire civilă) (Tip: Așezare)                                                                                | sat Tărtăria, comuna Săliștea               | Gura Luncii                                                                               | Vinča           |            | 45°56′54″N 23°24′32″E / 45.94833°N 23.40889°E | Încărcați imagine | Raportați eroare |
| 7080.01.02 (Cod LMI: AB-I-m-A-00078.02)  | Situl arheologic de la Tărtăria - "Gura Luncii" / ansamblu anonim (Categorie: locuire civilă) (Tip: Așezare)                                                                                | sat Tărtăria, comuna Săliștea               | Gura Luncii                                                                               | Petrești        |            | 45°56′54″N 23°24′32″E / 45.94833°N 23.40889°E | Încărcați imagine | Raportați eroare |
| 7080.01.03 (Cod LMI: AB-I-m-A-00078.03)  | Situl arheologic de la Tărtăria - "Gura Luncii" / ansamblu anonim (Categorie: locuire civilă) (Tip: Așezare)                                                                                | sat Tărtăria, comuna Săliștea               | Gura Luncii                                                                               | Coțofeni        |            | 45°56′54″N 23°24′32″E / 45.94833°N 23.40889°E | Încărcați imagine | Raportați eroare |
| 8103.01.01 (Cod LMI: AB-I-m-B-00079.01)  | Situl arheologic de la Teiuș - "Cetățuia" / ansamblu Necropolă scitică (Categorie: descoperire funerară) (Tip: Necropolă)                                                                   | oraș Teiuș                                  | Platoul Cetățuia                                                                          |                 |            |                                               | Încărcați imagine | Raportați eroare |
| 8103.01.02 (Cod LMI: AB-I-m-B-00079.02)  | Situl arheologic de la Teiuș - "Cetățuia" / ansamblu anonim (Categorie: descoperire funerară) (Tip: Așezare)                                                                                | oraș Teiuș                                  | Platoul Cetățuia                                                                          | sec. VI - VII   |            |                                               | Încărcați imagine | Raportați eroare |
| 8103.01.03 (Cod LMI: AB-I-m-B-00079.03)  | Situl arheologic de la Teiuș - "Cetățuia" / ansamblu anonim (Categorie: descoperire funerară) (Tip: Necropolă)                                                                              | oraș Teiuș                                  | Platoul Cetățuia                                                                          | sec. VI - VII   |            |                                               | Încărcați imagine | Raportați eroare |
| 8103.01.04 (Cod LMI: AB-I-s-B-00079)     | Situl arheologic de la Teiuș - "Cetățuia" / ansamblu anonim (Categorie: descoperire funerară) (Tip: Necropolă de inhumație)                                                                 | oraș Teiuș                                  | Platoul Cetățuia                                                                          | Noua            |            |                                               | Încărcați imagine | Raportați eroare |
| 8103.02.01 (Cod LMI: AB-I-s-B-00080)     | Necropola Noua de la Teiuș - "Sub drum" / ansamblu anonim (Categorie: descoperire funerară) (Tip: Necropolă)                                                                                | oraș Teiuș                                  | Sub drum                                                                                  | Noua            |            |                                               | Încărcați imagine | Raportați eroare |
| 1133.01.01 (Cod LMI: AB-I-s-B-00081)     | Fortificația hallstattiană de la Teleac - "Grușeț - Hârburi" / ansamblu anonim (Categorie: fortificație) (Tip: Fortificație de pământ)                                                      | sat Teleac, comuna Ciugud                   | Grușeț - Hârburi                                                                          |                 |            |                                               | Încărcați imagine | Raportați eroare |
| 4179.01.01 (Cod LMI: AB-I-s-B-00082)     | Villa rustica de la Tibru / ansamblu anonim (Categorie: locuire civilă) (Tip: Villa rustica)                                                                                                | sat Tibru, comuna Cricău                    |                                                                                           | romană          |            |                                               | Încărcați imagine | Raportați eroare |
| 8103.03.01 (Cod LMI: AB-II-m-A-00374.01) | Parohia romano-catolică din Teiuș (fosta mănăstire franciscană) / ansamblu Biserică romano-catolică (Categorie: structură de cult/religioasă) (Tip: Biserică)                               | oraș Teiuș                                  | Str. Iancu de Hunedoara 32                                                                | sec. XV-XVIII   |            |                                               | Încărcați imagine | Raportați eroare |
| 8103.03.02 (Cod LMI: AB-II-m-A-00374.02) | Parohia romano-catolică din Teiuș (fosta mănăstire franciscană) / ansamblu Biserică romano-catolică (Categorie: structură de cult/religioasă) (Tip: Claustru)                               | oraș Teiuș                                  | Str. Iancu de Hunedoara 32                                                                | sec. XV-XVIII   |            |                                               | Încărcați imagine | Raportați eroare |
| 8103.04.01                               | Situl arheologic de la Teiuș- Ferma Muller / ansamblu anonim (Categorie: locuire civilă) (Tip: Așezare)                                                                                     | oraș Teiuș                                  | Ferma Müller                                                                              | Turdaș          |            |                                               | Încărcați imagine | Raportați eroare |
| 8103.04.02                               | Situl arheologic de la Teiuș- Ferma Muller / ansamblu anonim (Categorie: locuire civilă) (Tip: Așezare)                                                                                     | oraș Teiuș                                  | Ferma Müller                                                                              | Petrești        |            |                                               | Încărcați imagine | Raportați eroare |
| 6958.01.01                               | Locuirea eneolitică de la Tău- Lăcuț-Pușcărie / ansamblu anonim (Categorie: locuire civilă) (Tip: Locuire)                                                                                  | sat Tău, comuna Roșia de Secaș              | Lăcuț-Pușcărie                                                                            | Petrești        |            |                                               | Încărcați imagine | Raportați eroare |
| 1400.01                                  | Topor neolitic de la Tiur- Biserica Reformată (Categorie: descoperire izolată) (Tip: obiect izolat)                                                                                         | localitate componentă Tiur, municipiul Blaj | Biserica Reformată                                                                        |                 |            |                                               | Încărcați imagine | Raportați eroare |
| 4749.01.01                               | Așezări neolitice la Turdaș / ansamblu anonim (Categorie: locuire civilă) (Tip: Așezare) | sat Turdaș, comuna Hopârta                  | La Gușata, La Biserică, Cimitirul actual                                                  | Petrești        |            |                                               | Încărcați imagine | Raportați eroare |
| 4749.02.01                               | Așezarea eneolitică de la Turdaș- Coasta Furcilor / ansamblu anonim (Categorie: locuire civilă) (Tip: Așezare)                                                                              | sat Turdaș, comuna Hopârta                  | Coasta Furcilor                                                                           |                 |            |                                               | Încărcați imagine | Raportați eroare |
| 5684.01.01 (Cod LMI: AB-II-m-B-00371.01) | Ruinele cetății Tăuțiului de la Tăuți / ansamblu Cetatea Tăuțiului (Categorie: locuire civilă) (Tip: Cetate)                                                                                | sat Tăuți, comuna Meteș                     |                                                                                           | sec. XIII - XVI |            |                                               | Încărcați imagine | Raportați eroare |
| 5684.01.01 (Cod LMI: AB-II-m-B-00371.01) | Ruinele cetății Tăuțiului de la Tăuți / ansamblu Cetatea Tăuțiului / complex anonim (Categorie: locuire civilă) (Tip: zid de incintă)                                                       | sat Tăuți, comuna Meteș                     |                                                                                           | sec. XIII-XVI   |            |                                               | Încărcați imagine | Raportați eroare |
| 5684.01.01 (Cod LMI: AB-II-m-B-00371.01) | Ruinele cetății Tăuțiului de la Tăuți / ansamblu Cetatea Tăuțiului / complex anonim (Categorie: locuire civilă) (Tip: bastion)                                                              | sat Tăuți, comuna Meteș                     |                                                                                           | sec. XIII-XVI   |            |                                               | Încărcați imagine | Raportați eroare |
| 5684.01.01 (Cod LMI: AB-II-m-B-00371.01) | Ruinele cetății Tăuțiului de la Tăuți / ansamblu Cetatea Tăuțiului / complex anonim (Categorie: locuire civilă) (Tip: donjon)                                                               | sat Tăuți, comuna Meteș                     |                                                                                           | sec. XIII-XVI   |            |                                               | Încărcați imagine | Raportați eroare |
| 5684.01.02 (Cod LMI: AB-II-m-B-00371.02) | Ruinele cetății Tăuțiului de la Tăuți / ansamblu Cetatea Tăuțiului (Categorie: locuire civilă) (Tip: Donjon)                                                                                | sat Tăuți, comuna Meteș                     |                                                                                           | sec. XIII - XVI |            |                                               | Încărcați imagine | Raportați eroare |
| 5684.01.03 (Cod LMI: AB-II-a-B-00371)    | Ruinele cetății Tăuțiului de la Tăuți / ansamblu Cetatea Tăuțiului (Categorie: locuire civilă) (Tip: Zid de incintă, cu bastion)                                                            | sat Tăuți, comuna Meteș                     |                                                                                           | sec. XIII - XVI |            |                                               | Încărcați imagine | Raportați eroare |
| 8103.05.01 (Cod LMI: AB-II-m-A-00373)    | Biserica evanghelică de la Teiuș / ansamblu Biserică evanghelică (Categorie: structură de cult/religioasă) (Tip: Biserică)                                                                  | oraș Teiuș                                  | str. Decebal 17                                                                           | sec. XIV - XIX  |            |                                               | Încărcați imagine | Raportați eroare |
| 7080.03.01                               | Situl arheologic de la Tărtăria-Podul Tărtăriei vest/Valea Rea (Autostrada Orăștie-Sibiu, lot 1, Sit 7, km 14+100-14+540) / ansamblu anonim (Categorie: locuire) (Tip: așezare deschisă)    | sat Tărtăria, comuna Săliștea               | Podul Tărtăriei vest/Valea Rea (Autostrada Orăștie-Sibiu, lot 1, Sit 7, km 14+100-14+540) | Basarabi        |            | 45°56′58″N 23°52′03″E / 45.94941°N 23.86752°E | Încărcați imagine | Raportați eroare |
| 7080.03.02                               | Situl arheologic de la Tărtăria-Podul Tărtăriei vest/Valea Rea (Autostrada Orăștie-Sibiu, lot 1, Sit 7, km 14+100-14+540) / ansamblu anonim (Categorie: locuire) (Tip: așezare fortificată) | sat Tărtăria, comuna Săliștea               | Podul Tărtăriei vest/Valea Rea (Autostrada Orăștie-Sibiu, lot 1, Sit 7, km 14+100-14+540) |                 |            | 45°56′58″N 23°52′03″E / 45.94941°N 23.86752°E | Încărcați imagine | Raportați eroare |
| 7080.04.01                               | Situl arheologic de la Tărtăria - Podul Tărtăriei est (Autostrada Orăștie-Sibiu, lot 1, Sit 8, km. 15+100-15+350) / ansamblu anonim (Tip: așezare)                                          | sat Tărtăria, comuna Săliștea               | Podul Tărtăriei est (Autostrada Orăștie-Sibiu, lot 1, Sit 8, km. 15+100-15+350)           | Coțofeni        |            | 45°56′58″N 23°52′03″E / 45.94941°N 23.86752°E | Încărcați imagine | Raportați eroare |
| 7080.04.02                               | Situl arheologic de la Tărtăria - Podul Tărtăriei est (Autostrada Orăștie-Sibiu, lot 1, Sit 8, km. 15+100-15+350) / ansamblu anonim (Tip: așezare)                                          | sat Tărtăria, comuna Săliștea               | Podul Tărtăriei est (Autostrada Orăștie-Sibiu, lot 1, Sit 8, km. 15+100-15+350)           |                 |            | 45°56′58″N 23°52′03″E / 45.94941°N 23.86752°E | Încărcați imagine | Raportați eroare |
| 7080.04.03                               | Situl arheologic de la Tărtăria - Podul Tărtăriei est (Autostrada Orăștie-Sibiu, lot 1, Sit 8, km. 15+100-15+350) / ansamblu anonim (Tip: așezare)                                          | sat Tărtăria, comuna Săliștea               | Podul Tărtăriei est (Autostrada Orăștie-Sibiu, lot 1, Sit 8, km. 15+100-15+350)           |                 |            | 45°56′58″N 23°52′03″E / 45.94941°N 23.86752°E | Încărcați imagine | Raportați eroare |